# Kita (futebolista)
João Leithardt Neto, mais conhecido como Kita (Passo Fundo, 6 de janeiro de 1958 — Passo Fundo, 3 de outubro de 2015) foi um futebolista brasileiro.
Foi centroavante e jogou no Internacional, na Inter de Limeira, no Flamengo, na Portuguesa de Desportos, no Grêmio e no Atlético Paranaense, além de ter servido à Seleção Brasileira.

## Carreira
Aos 12 anos, trabalhava em uma churrascaria de Passo Fundo (RS), onde nasceu e só iniciou sua carreira no futebol aos 17 anos atuando pelo SC Gaúcho de Passo Fundo, marcando seu primeiro gol em seu quarto jogo.
No ano seguinte, transferiu-se para o 14 de Julho, clube em que ficou até 1979.
Em 1979, se transferiu para o Criciúma.
No ano seguinte, atuou pelo Brasil de Pelotas.
Jogando pelo Juventude, sob o comando de Luís Felipe Scolari, Kita fez seu primeiro grande feito no futebol ao se tornar o artilheiro do Campeonato de Gaúcho de 1983 com 15 gols.
No ano seguinte, chegou ao Internacional, onde não chegou a brilhar, mas foi campeão estadual logo em seu ano de chegada.
No mesmo ano, Kita foi convocado para a Seleção Brasileira que ganhou a medalha de prata nas Olimpíadas de Los Angeles. Kita marcou um gol em quatro jogos.
Contudo, apesar da conquista olímpica em seu currículo, o auge de sua carreira provavelmente ocorreu dois anos mais tarde. Em fevereiro de 1986 foi emprestado para a Inter de Limeira por 50 mil cruzados. Posteriormente, teve o passe comprado por 460 mil. Durante a edição de 1986 do Campeonato Paulista, Kita marcou 23 gols durante toda a competição, transformando-se no artilheiro isolado do torneio. Porém, acima da artilharia, seus gols foram fundamentais para que a Inter de Limeira chegasse até a final contra o Palmeiras. No jogo decisivo, o artilheiro da Inter não decepcionou e voltou a marcar, contribuindo para a vitória apertada de dois a um, que garantiu o inédito título de campeão paulista para a Inter.
Logo o sucesso estrondoso na Inter de Limeira resultou em propostas de grandes clubes brasileiros, como Corinthians e Flamengo. Por fim, em setembro de 1986, Kita acabou assinando contrato com o Flamengo, contratado por 3,1 milhões.
Na sua estreia com a camisa rubro-negra, marcou dois gols no Corinthians e, apesar da derrota rubro-negra, deixou boa impressão nos torcedores cariocas. Kita manteve o bom desempenho nas partidas seguintes, sempre balançando as redes adversárias, quando chegou inclusive a marcar três gols em um jogo contra o Goiás. Porém, em 1987, o atacante não teve o mesmo rendimento do ano anterior e, ao término da temporada, acabou sendo negociado com a Portuguesa. Pelo Flamengo, Kita fez 63 jogos e marcou 21 gols, média 0,33 tentos por partida.
No início de 1988, retornou à Inter de Limeira. No segundo semestre, atuou pela Portuguesa, quando foi comprado em agosto por 20 milhões de cruzados.
Em 1999, foi campeão da primeira Copa do Brasil, com o Grêmio.
Em 1990, foi campeão estadual e artilheiro do Atlético Paranaense no Campeonato, com 10 gols, mesmo ficando fora de boa parte do torneio por lesão no joelho.
Kita atuou ainda por muitos outros clubes brasileiros, incluindo Figueirense, Esportivo de Bento Gonçalves e Passo Fundo, onde encerrou sua carreira em 1995, marcando 9 gols em 25 jogos.

## Títulos
S.C. Internacional
- Campeonato Gaúcho: 1984
- Campeão do Torneio Heleno Nunes: 1984

Internacional de Limeira
- Campeão Paulista: 1986[23]

Flamengo
- Copa União (Módulo Verde): 1987

Grêmio
- Copa do Brasil: 1989
- Campeonato Gaúcho: 1989

Atlético Paranaense
- Campeonato Paranaense: 1990

## Artilharia
- Campeonato Gaúcho: 1983 (15 gols)
- Campeonato Paulista: 1986 (23 gols)[24]

## Morte
Em 2011, Kita foi internado na UTI do Hospital Prontoclínica, onde passou por uma cirurgia para reconstituição dos ligamentos do tornozelo esquerdo. Após a cirurgia, contraiu uma infecção posteriormente durante o período de recuperação. Como consequência, precisou ter o pé esquerdo amputado na altura da tíbia.
Em 2015, o jogador estava internado em um hospital de sua cidade natal e não resistiu a complicações decorrentes de diabetes e de um câncer.